# Thaspium barbinode
Thaspium barbinode är en flockblommig växtart som först beskrevs av André Michaux, och fick sitt nu gällande namn av Thomas Nuttall. Thaspium barbinode ingår i släktet Thaspium och familjen flockblommiga växter. Inga underarter finns listade i Catalogue of Life.

## Bildgalleri

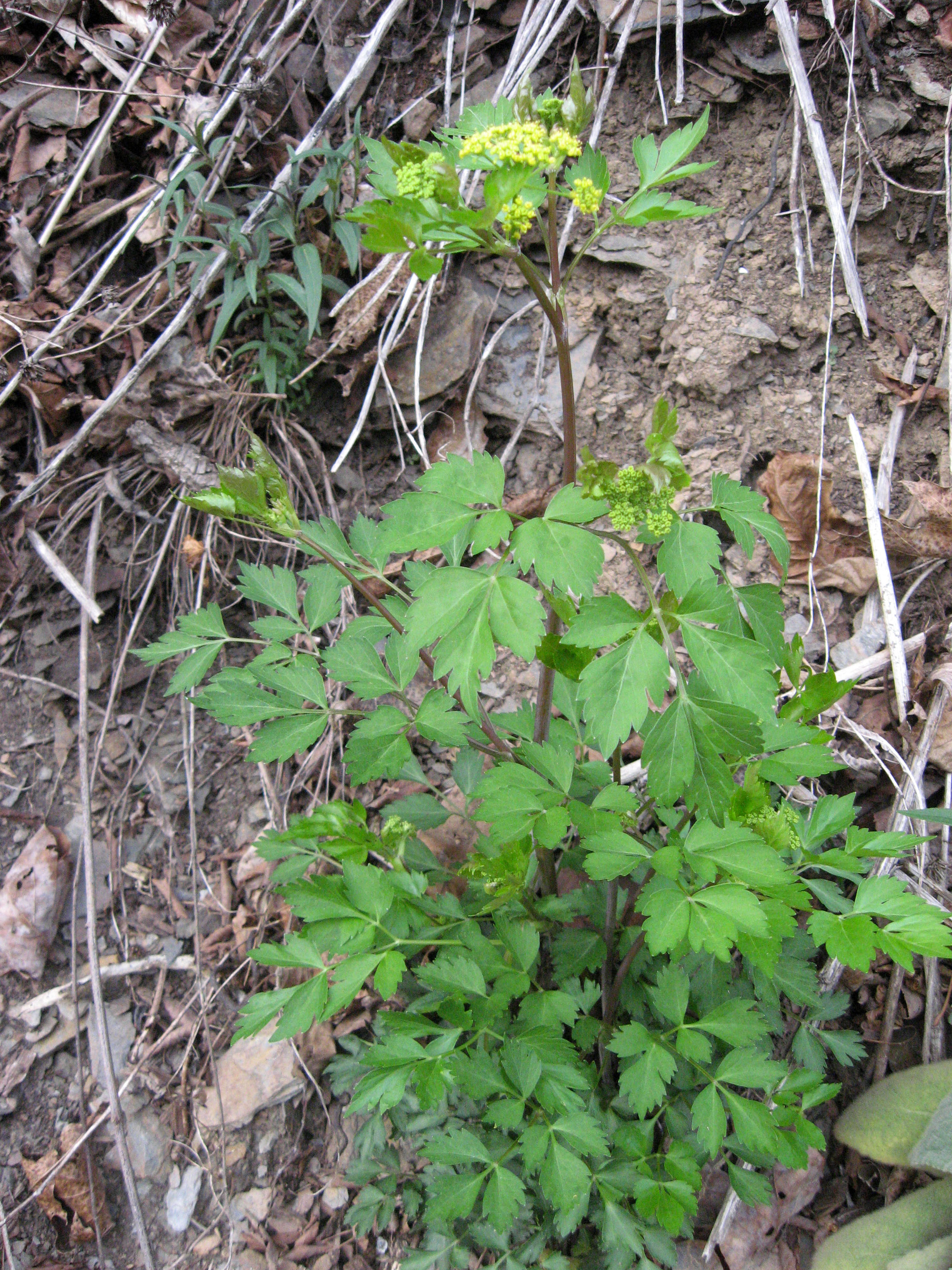